# Сьвйонтники (Вроцлавський повіт)
Сьвйонтники (пол. Świątniki) — село в Польщі, у гміні Собутка Вроцлавського повіту Нижньосілезького воєводства.
Населення — 252 особи (2011).
У 1975-1998 роках село належало до Вроцлавського воєводства.

## Демографія
Демографічна структура станом на 31 березня 2011 року:
|          | Загалом | Допрацездатний вік | Працездатний вік | Постпрацездатний вік |
| -------- | ------- | ------------------ | ---------------- | -------------------- |
| Чоловіки | 125     | 26                 | 88               | 11                   |
| Жінки    | 127     | 31                 | 72               | 24                   |
| Разом    | 252     | 57                 | 160              | 35                   |